# 71. пјешадијски пук (Аустроугарска војска)
71. пјешадијски пук, званично Царски и краљевски пјешадијски пук „Галгоци” бр. 71 (њем. Kaiserliches und königliches Infanterieregiment „Galgótzy“ Nr. 71), био је угарски (словачки) пјешадијски пук у саставу Заједничке војске Аустроугарске. Пук је познат још и као 71. тренчински пјешадијски пук (слч. Trenčiansky 71. peší pluk), јер се штаб јединице налазио у касарни у Тренчину. Пук се састојао углавном од Словака из Угарске и прославио се не толико својим успјехом на фронтовима Првог свјетског рата, него побуном у српском граду Крагујевцу, због чега су стрељана 44 припадника пука.

## Историја

### Оснивање и структура
Усљед великих војних неуспјеха Аустријског царства, 1859. године отпочет је низ великих војних реформи. Као дио реорганизације војске, на основу старих пјешадијских батаљона и пјешадијских пукова почели су се формирати нови пјешадијски пукови. Дана 1. фебруара 1860. године на основу линијског пјешадијског батаљона, сачињеног од добровољаца из 8, 12. и 54. пјешадијског пука, основан је нови 71. пјешадијски пук. У различито вријеме, заштитници пука били су:
- 1860—1870: велики војвода Тоскане Леополд II
- 1870—1886: барон Рудолф фон Росбахер
- 1889—1891: гроф Хелмут Молтке
- 1891—1918: Галгоци

Пук се састојао из четири батаљона: 1. са сједиштем у Трнави, 2. и 3. са сједиштем у Тренчину и 4. са сједиштем у Братислави. Године 1886. пук је имао ватрено крштење у аустро-итало-пруском рату, а 1882. штаб пука је премјештен у Тренчин.
Национални састав пук 1914. године био је сљедећи: 85% припадника били су Словаци, а 15% били су припадници других националности. У пуку су служили становници Тренчинске, Оравске и Турчјанске жупаније.